# Pierson (Michigan)
Pour les articles homonymes, voir Pierson.
Pierson est un village du comté de Montcalm, dans l'État du Michigan, aux États-Unis. En 2020, il comptait une population de 229 habitants.